# Primeira Liga 1935-36
La Primeira Liga 1935/36 fue la segunda edición de la categoría de primer nivel de fútbol en Portugal. Esta fue una competencia experimental y los ganadores del torneo fueron nombrados "campeones de la liga". El Campeonato de Portugal definió al campeón portugués.

## Tabla de posiciones
| Pos. | Equipo               | Pts. | PJ | G | E | P  | GF | GC | Dif. | Clasificación   |
| ---- | -------------------- | ---- | -- | - | - | -- | -- | -- | ---- | --------------- |
| 1    | Benfica (C)          | 21   | 14 | 8 | 5 | 1  | 44 | 23 | +21  | Campeón de Liga |
| 2    | Porto                | 20   | 14 | 9 | 2 | 3  | 50 | 18 | +32  |                 |
| 3    | Sporting CP          | 18   | 14 | 8 | 2 | 4  | 41 | 31 | +10  |                 |
| 4    | Belenenses           | 17   | 14 | 7 | 3 | 4  | 28 | 22 | +6   |                 |
| 5    | Vitória Setúbal      | 16   | 14 | 7 | 2 | 5  | 32 | 26 | +6   |                 |
| 6    | Boavista             | 11   | 14 | 4 | 3 | 7  | 24 | 39 | −15  |                 |
| 7    | Carcavelinhos        | 6    | 14 | 1 | 4 | 9  | 8  | 30 | −22  |                 |
| 8    | Académica de Coimbra | 3    | 14 | 1 | 1 | 12 | 13 | 51 | −38  |                 |

 Fuente: RSSSF
|                              |
| Campeón SL Benfica 1° título |

## Resultados
| Local \ Visitante    | ACC | BEL | BEN | BOA | CAR | POR | SCP  | VIT |
| -------------------- | --- | --- | --- | --- | --- | --- | ---- | --- |
| Académica de Coimbra | —   | 1–2 | 2–6 | 0–2 | 3–0 | 2–4 | 1–6  | 0–2 |
| Belenenses           | 8–0 | —   | 3–1 | 3–0 | 2–0 | 2–1 | 1–2  | 1–2 |
| Benfica              | 3–1 | 0–0 | —   | 8–2 | 2–1 | 5–1 | 3–1  | 5–3 |
| Boavista             | 4–1 | 1–1 | 2–2 | —   | 4–0 | 0–3 | 2–2  | 4–1 |
| Carcavelinhos        | 1–1 | 1–1 | 0–0 | 2–1 | —   | 0–1 | 1–2  | 1–4 |
| Porto                | 5–1 | 9–1 | 2–2 | 4–0 | 4–0 | —   | 10–1 | 3–0 |
| Sporting CP          | 3–0 | 4–1 | 2–4 | 9–1 | 1–1 | 3–2 | —    | 3–1 |
| Vitória Setúbal      | 5–0 | 0–2 | 3–3 | 3–1 | 4–0 | 1–1 | 3–2  | —   |